# Капусти
Капусти гербу Одровонж — княжий рід в Україні. Походив від Переяславських князів. Був представлений у Брацлавському воєводстві.

## Особи
- Тимофій Іванович — черкаський намісник
  - Андрій Капуста — брацлавський каштелян, староста овруцький
    - Марина — перша[1] дружина мінського воєводи Богдана Сапіги
    - Олександра — дружина князя Олександра Вишневецького[2]
    - третя дочка — дружина Філона Кміти-Чорнобильського, смоленського воєводи.

- Катерина Овдотія — дружина Семена Кміти[3]